# Taylor Ruck
Taylor Ruck (n. 28 mai 2000, Kelowna, British Columbia, Canada) este o înotătoare canadiană, medaliată olimpică. A participat la 2 ediții ale Jocurilor Olimpice (2016, 2020) în care a câștigat o medalie de bronz.